# Preston North End FC
Preston North End FC is een Engelse voetbalclub, opgericht in 1881 en uitkomend in de EFL Championship. De club speelt zijn thuiswedstrijden in het Deepdale-stadion in Preston. De club is de eerste landskampioen van Engeland en bijgevolg ook de eerste voetbalkampioen ter wereld.

## Geschiedenis

### Ontstaan en landstitels
De club werd in 1862 opgericht als cricketclub, en begon bijna twintig jaar later met voetbal. In 1875 verhuisde de club naar Deepdale, een wijk in de stad. De club werd nu ook actief in het rugby. Dit bleek echter een mislukking te zijn. De Preston Grasshoppers bestonden al enkele jaren en trokken elke week zo'n twee tot drieduizend supporters, Preston North End kon hier niet mee concurreren.
Dan werd de club ook actief in voetbal en speelde op 5 oktober 1878 de eerste wedstrijd tegen Eagley FC en verloor met 1-0. In mei 1880 besloot de club om zich permanent met voetbal bezig te houden. Dat seizoen speelde de club tien wedstrijden, waaronder op 26 maart 1881 tegen de Blackburn Rovers, de Rovers wonnen met 16-0. In de volgende jaren werd het stadion Deepdale verbeterd en uitgebreid. Majoor William Sudell wilde van Preston de beste club van het land maken. Zijn plan was om topspelers van andere gebieden, voornamelijk Schotland, voor de club te laten spelen. De spelers kregen premies en kregen goed betaald werk in de buurt van Preston. Rivaliserende clubs beschuldigden Preston van professionalisme, dat in die tijd nog niet gebruikelijk was. In 1884 speelde Upton Park een wedstrijd voor de FA Cup tegen Preston en beklaagde zich bij de Football Association dat ze tegen een Schots profteam speelde. De FA sloot Preston uit van het toernooi. Een dreiging van 36 teams uit het noorden van Engeland om een rivaliserende voetbalbond op te richten zorgde ervoor dat de FA het professionalisme vanaf 1885 goedkeurde.
Met spelers als Nick Ross, Jimmy Ross, David Russell, John Goodall, Geordie Drummond, Bob Holmes en Fred Dewhurst werd het team zo goed als onoverwinnelijk. In de FA Cup van 1887/88 versloeg de club Hyde FC met 26-0, een record dat nog niet verbroken werd op dit niveau in het Engels voetbal. De club bereikte voor het eerst de finale en verloor daar van West Bromwich Albion.
In 1888 werd de Football League opgericht en Preston was een van de twaalf stichtende leden. Preston schreef meteen voetbalgeschiedenis en werd landskampioen zonder ook maar één wedstrijd te verliezen en met 11 punten voorsprong op Aston Villa. Het zou tot 2003/04 duren vooraleer Arsenal erin slaagde om dit te evenaren en te verbeteren maar toen speelden acht clubs extra in de competitie. Bovendien werd ook nog eens de FA Cup gewonnen in de finale tegen Wolverhampton Wanderers. In de FA Cup kreeg de club over het hele parcours zelfs geen enkel doelpunt tegen. Door dit sterke seizoen kreeg het team de bijnaam The Invincibles (De onoverwinnelijken). Preston was dus ook het eerste team ter wereld dat de dubbel won. Ook in 1889/90 werd de club kampioen. De voorsprong op Everton bedroeg wel maar twee punten. Niemand wist op dat moment dat de glorieperiode van de club al voorbij was en dat Preston nooit nog een nieuwe landstitel zou vergaren. Maar Preston was nog niet uitgeteld. Het volgende seizoen werd de club vicekampioen achter Everton en dan twee keer op rij achter Sunderland.

### Wisselend succes
In 1893/94 werd de club slechts veertiende op zestien clubs en moest een barragewedstrijd spelen tegen tweedeklasser Notts County om het behoud te verzekeren. Preston won met 4-0 en verlengde zijn verblijf in de eerste klasse. Een reden voor dit slechte resultaat in de competitie was dat spelers voor andere clubs kozen die meer betaalden.
Er waren echter nog drie redenen voor de mindere prestatie. In 1893 verloor William Sudell de controle over de club. Kort daarna werd ontdekt dat hij geld verduisterd had en dat hij dat geld in de club gepompt had. Hij kreeg een gevangenisstraf van drie jaar en na zijn vrijlating emigreerde hij naar Zuid-Afrika. Twee legendarische spelers van The Invincibles overleden op jonge leeftijd. Nick Ross, die naar Everton gegaan was en daarna terugkeerde, overleed aan tuberculose en in april 1895 overleed ook Fred Dewhurst. De volgende jaren speelde de club met wisselend succes in de subtop of de lagere middenmoot. Aan het einde van de negentiende eeuw kwam een degradatie steeds dichterbij en in 1900/01 was het zover. Preston was de eerste voormalige landskampioen die naar de tweede klasse zakte. Na drie seizoenen werd de club kampioen en maakte zo zijn rentree bij de elite.
Na een middelmatig eerste seizoen verraste de club dan door vicekampioen te worden achter Liverpool. De volgende seizoenen speelde de club in de middenmoot tot een nieuwe degradatie volgde in 1911/12. De volgende jaren werd de club een liftploeg en degradeerde of promoveerde van 1912 tot 1915 elk jaar. Door de Eerste Wereldoorlog werd het voetbal vier jaar stilgelegd. Na de oorlog kon de club tot 1924/25 in de hoogste klasse blijven maar eindigde geen enkele keer boven de zestiende plaats op tweeëntwintig clubs. In 1922 bereikte de club wel nog de finale van de FA Cup en verloor deze met 1-0 van Huddersfield Town. Het was de laatste finale die in het stadion Stamford Bridge gespeeld werd.
In tegenstelling tot hun vorige degradatie uit de hoogste klasse kon de club nu niet snel terugkeren en verbleef een aantal jaar in de middenmoot van de tweede klasse tot de club in 1933/34 vicekampioen werd achter Grimsby Town en promoveerde. Eén seizoen eerder scoorde Ted Harper 37 goals voor de club, een record dat nog steeds niet verbroken is. Voorzitter James Taylor trok opnieuw spelers uit Schotland aan met Jimmy Milne en Bill Shankly. Met deze injectie van nieuw talent kon de club gemakkelijk het behoud verzekeren. In 1937 verloor de club de FA Cup finale van Sunderland. In 1937/38 werd Preston derde met slechts drie punten achterstand op Arsenal. Troostprijs dat jaar was de tweede eindzege in de FA Cup tegen Huddersfield. Na een negende plaats werd de competitie enkele jaren stilgelegd door de Tweede Wereldoorlog. In 1941 won de club wel de War Cup, een oorlogsbeker die de FA Cup tijdelijk verving.
Na de oorlog waren enkele spelers op pensioen gegaan en drie anderen waren gesneuveld. Na twee zevende plaatsen degradeerde de club in 1948/49. Twee jaar later werd de club kampioen en werd dan zevende in de competitie. In 1952 probeerde Palermo topspeler Tom Finney weg te kapen voor een loon waar hij in Engeland tien jaar zou moeten voetballen. Preston liet de speler niet gaan en hij bleef.
In 1952/53 deed de club samen met Arsenal en Wolverhampton mee voor de titel. Twee speeldagen voor het einde lieten de Wolves het afweten terwijl Preston Arsenal versloeg. Op de laatste speeldag won Arsenal met 3-2 van Derby County en haalde zo de titel met evenveel punten als Preston, maar een percentage van 0,1 goal per wedstrijd meer. Het volgende seizoen eindigde de club in de middenmoot van de competitie, maar bereikte wel de FA Cup finale en verloor daar van West Bromwich. Na enkele slechte seizoenen werd de club in 1956/57 gedeeld met Tottenham vicekampioen. Het volgende seizoen eindigde de club met acht punten voorsprong op Tottenham op de tweede plaats en moest enkel de Wolves voor laten gaan in de stand. Na twee middelmatige seizoenen volgde een nieuwe degradatie in 1960/61. Niemand wist op dat moment dat de club nooit meer zou terugkeren bij de elite.
In 1960 werd het maximumloon afgeschaft waardoor spelers veel meer konden verdienen bij bepaalde clubs. Dit was de doodsteek voor clubs buiten de hoogste klasse en dezen konden minder goed concurreren vanaf nu. Na twee kwakkelseizoenen werd de club derde in 1963/64 en bereikte voor de laatste keer de FA Cup finale. Tegenstander en eersteklasser West Ham United was de favoriet met spelers als Bobby Moore en Geoff Hurst, die twee jaar later met Engeland wereldkampioen werden. Preston kwam voor en leek de wedstrijd te winnen, maar een blunder van doelman Alan Kelly en een late goal van West Ham resulteerden in een overwinning voor de club uit Londen. Door deze prestatie bleef Preston erin geloven dat een terugkeer naar de eerste klasse dichtbij was. Dit gebeurde echter niet en in 1969/70 werd de club laatste.

### Lagere klassen
In 1970 degradeerde Preston North End voor de eerste keer in zijn bestaan naar de derde klasse, samen met Aston Villa. Preston werd meteen kampioen, terwijl Aston Villa twee seizoenen nodig had om terug te keren en later opnieuw een topclub zou worden. In 1973/74 degradeerde de club opnieuw. Deze keer duurde het vier jaar vooraleer de club zijn weg naar de tweede klasse terugvond. Na twee seizoenen in de top tien degradeerde de club opnieuw. Een van de redenen was het beleid om de betere spelers voor groot geld te verkopen, dit bracht geld in het laatje maar geen goede prestaties.
In 1984/85 degradeerde de club voor het eerst zelfs naar de vierde divisie. Het eerste seizoen in de kelder van de Football League was dramatisch met enkele trainerswissels en Preston eindigde op de 23ste plaats en moest zelfs een aanvraag indienen om volgend jaar opnieuw in de vierde klasse te spelen. De Football League verkoos Preston boven Enfield FC, dat kampioen geworden was in de onderliggende divisie. Het tweede seizoen verliep al veel beter en de club promoveerde. Na twee seizoenen werd de club zesde en verloor in de eindronde om promotie van Port Vale.
In 1993 degradeerden ze weer naar de vierde divisie. Onder manager Gary Peters promoveerden ze in 1996 weer naar de derde divisie, en toen David Moyes het roer in februari 1998 overnam, ging het nog weer beter. Ze dwongen in 2000 promotie af naar de tweede klasse.

### Wachten op terugkeer naar de Premier League
Na een afwezigheid van bijna 20 jaar maakte Preston een grote rentree in de tweede klasse en werd vierde. In de play-off versloeg de club Birmingham City, maar dolf dan het onderspit in de finale tegen Bolton Wanderers. Dat seizoen betaalde de club een recordsom van £1,5 miljoen voor David Healy. Eén seizoen later vertrok Moyes naar Everton en voormalig Schots bondscoach Craig Brown slaagde er niet in om opnieuw de eindronde te halen. In 2004 werd Brown ontslagen en opgevolgd door Billy Davies.
In het seizoen 2004/05 haalde Preston onder leiding van de Schotse trainer-coach Billy Davies opnieuw de finale van de play-offs. Tegenstander was West Ham United. Op 30 mei 2005 werd echter met 1-0 verloren. Ook het volgende seizoen werden de play-offs gehaald, maar deze keer werd de ploeg in de halve finale verslagen door Leeds United.
In 2007 miste Preston North End de nacompetitie op één puntje na en in 2008 eindigde de club in de middenmoot. In het seizoen 2008/09 haalde de club opnieuw de play-offs en werd nu uitgeschakeld door Sheffield United. Het seizoen 2009/10 sloot Preston af op een ontgoochelende zeventiende plaats. In het daaropvolgende seizoen kon de degradatie naar de League One niet meer vermeden worden.
In het seizoen 2014/15 eindigde Preston North End als derde in de League One, op tien punten achterstand van Bristol City. In de play-offs won de club vervolgens van Chesterfield en Swindon Town, waardoor promotie werd afgedwongen naar de Championship.

## Erelijst
| Nationaal                 |    |                           |
| Engels landskampioenschap | 2x | 1888/89, 1889/90          |
| Kampioen 2de klasse       | 3x | 1903/04, 1912/13, 1950/51 |
| Kampioen 3de klasse       | 2x | 1970/71, 1999/00          |
| Kampioen 4de klasse       | 1x | 1995/96                   |
| FA Cup                    | 2x | 1889, 1938                |
| Football League War Cup   | 1x | 1940/41                   |

## Overzichtlijsten

### Eindklasseringen vanaf 1946/47
- 1947 7e
First Division
- 1948 7e
First Division
- 1949 21e
First Division
- 1950 6e
Second Division
- 1951 1e
Second Division
- 1952 7e
First Division
- 1953 2e
First Division
- 1954 11e
First Division
- 1955 14e
First Division
- 1956 19e
First Division
- 1957 3e
First Division
- 1958 2e
First Division
- 1959 12e
First Division
- 1960 9e
First Division
- 1961 22e
First Division
- 1962 10e
Second Division
- 1963 17e
Second Division
- 1964 3e
Second Division
- 1965 12e
Second Division
- 1966 17e
Second Division
- 1967 13e
Second Division
- 1968 20e
Second Division
- 1969 14e
Second Division
- 1970 22e
Second Division
- 1971 1e
Third Division
- 1972 18e
Second Division
- 1973 19e
Second Division
- 1974 21e
Second Division
- 1975 9e
Third Division
- 1976 8e
Third Division
- 1977 6e
Third Division
- 1978 3e
Third Division
- 1979 7e
Second Division
- 1980 10e
Second Division
- 1981 20e
Second Division
- 1982 14e
Third Division
- 1983 16e
Third Division
- 1984 16e
Third Division
- 1985 23e
Third Division
- 1986 23e
Fourth Division
- 1987 2e
Fourth Division
- 1988 16e
Third Division
- 1989 6e
Third Division
- 1990 19e
Third Division
- 1991 17e
Third Division
- 1992 17e
Third Division
- 1993 21e
Second Division
- 1994 5e
Third Division
- 1995 5e
Third Division
- 1996 1e
Third Division
- 1997 15e
Second Division
- 1998 15e
Second Division
- 1999 5e
Second Division
- 2000 1e
Second Division
- 2001 4e
First Division
- 2002 8e
First Division
- 2003 12e
First Division
- 2004 15e
First Division
- 2005 5e
Championship
- 2006 4e
Championship
- 2007 7e
Championship
- 2008 15e
Championship
- 2009 6e
Championship
- 2010 17e
Championship
- 2011 22e
Championship
- 2012 15e
League One
- 2013 14e
League One
- 2014 5e
League One
- 2015 3e
League One
- 2016 11e
Championship
- 2017 11e
Championship
- 2018 7e
Championship
- 2019 14e
Championship
- 2020 9e
Championship
- 2021 13e
Championship
- 2022 13e
Championship
- 2023 12e
Championship
- 2024 10e
Championship
- 2025 20e
Championship

- First Division
- Second Division
- Third Division
- Fourth Division
- Championship
- League One

ⓘ In 1992 invoering van de Premier League en opheffing van de Fourth Division; in 2004 opheffing van de First, Second en Third Division.

## Trainer-coaches
| Van        | Tot        | Naam            | Duels | W   | G  | V  |
| ---------- | ---------- | --------------- | ----- | --- | -- | -- |
| 04.07.2017 |            | Alex Neil       |       |     |    |    |
| 18.02.2013 | 30.06.2017 | Simon Grayson   | 235   | 104 | 74 | 57 |
| 14.02.2013 | 18.02.2013 | John Dreyer     | 1     | 1   | 0  | 0  |
| 13.01.2012 | 13.02.2013 | Graham Westley  | 62    | 16  | 23 | 23 |
| 14.12.2011 | 12.01.2012 | David Unsworth  | 5     | 2   | 2  | 1  |
| 06.01.2011 | 14.12.2011 | Phil Brown      | 51    | 15  | 15 | 21 |
| 30.12.2010 | 04.01.2011 | David Unsworth  | 2     | 0   | 0  | 2  |
| 06.01.2010 | 29.12.2010 | Darren Ferguson | 49    | 13  | 11 | 25 |
| 30.12.2009 | 05.01.2010 | Rob Kelly       | 1     | 1   | 0  | 0  |
| 20.11.2007 | 29.12.2009 | Alan Irvine     | 110   | 45  | 25 | 40 |
| 01.07.2006 | 13.11.2007 | Paul Simpson    | 67    | 27  | 14 | 26 |
| 29.08.2004 | 30.06.2006 | Billy Davies    | 101   | 45  | 35 | 21 |
| 29.04.2002 | 28.08.2004 | Craig Brown     | 106   | 36  | 30 | 40 |
| 15.03.2002 | 28.04.2002 | Kelham O'Hanlon | 8     | 4   | 1  | 3  |
| 12.01.1998 | 14.03.2002 | David Moyes     | 234   | 113 | 58 | 63 |
| 02.12.1994 | 12.01.1998 | Gary Peters     |       |     |    |    |
| 01.07.1990 | 31.10.1992 | Les Chapman     |       |     |    |    |
| 01.07.1981 | 30.06.1983 | Gordon Lee      |       |     |    |    |
| 01.07.1977 | 30.06.1981 | Nobby Stiles    |       |     |    |    |
| 27.08.1975 | 30.06.1977 | Harry Catterick |       |     |    |    |
| 01.07.1970 | 30.06.1973 | Alan Ball       |       |     |    |    |
| 01.07.1968 | 30.06.1970 | Bobby Seith     |       |     |    |    |
| 01.07.1953 | 30.06.1954 | Scot Symon      |       |     |    |    |
| 01.07.1924 | 30.06.1925 | Jimmy Lawrence  |       |     |    |    |
| 01.08.1919 | 01.01.1923 | Vince Hayes     |       |     |    |    |

## Bekende (oud-)spelers
- David Beckham
- Alex Bruce
- Bobby Charlton
- Danny Welbeck
- Roger Davies
- Tommy Docherty
- Tom Finney
- Howard Kendall
- Kevin Kilbane
- Alex James
- Billy Jones
- Jon Macken
- David Nugent
- Eddie Quigley
- Bill Shankly
- Nobby Stiles
- Seyfo Soley

### Nederlanders
- Erik Meijer
- Maikel Renfurm
- Clyde Wijnhard
- Melle Meulensteen

### Belgen
- Ritchie De Laet
- Marnick Vermijl